# Noism
Noism（ノイズム）は、2004年春に創設された劇場専属の舞踊団。リーダーは新潟市民芸術文化会館（りゅーとぴあ）の舞踊部門芸術監督を兼任する金森穣である。以前は活動する年度を名称につけて Noism04 などと称していたが、2009年9月に研修生カンパニーNoism2の設立にともないメインカンパニーをNoism1と改称した。
日本で初めての劇場専属の芸術団体（レジデンシャル・カンパニー）で、新潟市民芸術文化会館（りゅーとぴあ）を拠点に活動し、新潟市が全額出捐（しゅつえん、拠出）する財団法人新潟市芸術文化振興財団の予算でカンパニーの諸経費、団員の給与、公演にかかる事業費などがまかなわれる。また経理や活動の支援として複数の新潟市職員が選任職員としてNoismの活動にあてられている。

## レジデンシャル・カンパニー
レジデンシャル・カンパニーとは一言で言うと「劇場専属の芸術団体」である。
欧米をはじめ諸外国では、地域の劇場の専属芸術団体としてダンスカンパニーもしくはバレエ団が存在することは当たり前のことで、ほとんどの団体は政府や自治体の予算で芸術活動を維持継続している。
しかし日本の行政は箱物として文化施設の建設・維持・経営をするものの、劇場専属のダンスカンパニーはもとより、専属劇団、専属オーケストラさえ存在していなかった。芸術団体に対する支援は行政も行っているが、多くは民間のメセナや財団等の助成金などによっている。そのため芸術団体の維持が困難で、団員は無給の場合が珍しくない。したがって日本では舞台芸術は、商業演劇やエンターテインメントを除いて、低いレベルのまま放っておかれたと言える。
特に、バレエなど西洋のダンスは、日本では観客も育っていないため、職業としてのダンサーはほとんど成立しなかった。日本人の有名ダンサーは生活を保障される海外の劇場レジデンシャル・カンパニーに所属する場合が多く、優秀な人材の海外流出は深刻である。日本では唯一、新国立劇場バレエ団の例があるが、団員の生活を保障するだけの報酬が出されていないなどレジデンシャル・カンパニーとしての条件を満たしていない。
このような状況のなかで新潟市は、日本海側の中枢都市にふさわしい世界レベルの文化都市をめざす施策の一環として、世界的な知名度のある金森穣を抜擢し、新しいダンスカンパニーのための環境整備を図った。
しかし、2019年にパトロンであった篠田昭新潟市長が引退、中原八一新市長が誕生するにあたり、税金投入すべきかという批判が盛り上がった。同じく篠田市政の産物であった水と土の芸術祭は終了したが、Noismは新制度のもと契約継続が決まった。

## 受賞歴
- 第8回朝日舞台芸術賞舞踊賞（2008年、舞台「Nameless Hands 〜人形の家」）[5]